# Torre de Son Ganxo
Der Torre de Son Ganxo oder Torre de Punta Prima ist ein Wehrturm in Punta Prima auf der Baleareninsel Menorca. Er war der Prototyp für elf weitere Türme, die während der britischen Besatzung von 1798 bis 1802 an den Küsten der Insel errichtet wurden.

## Beschreibung und Geschichte

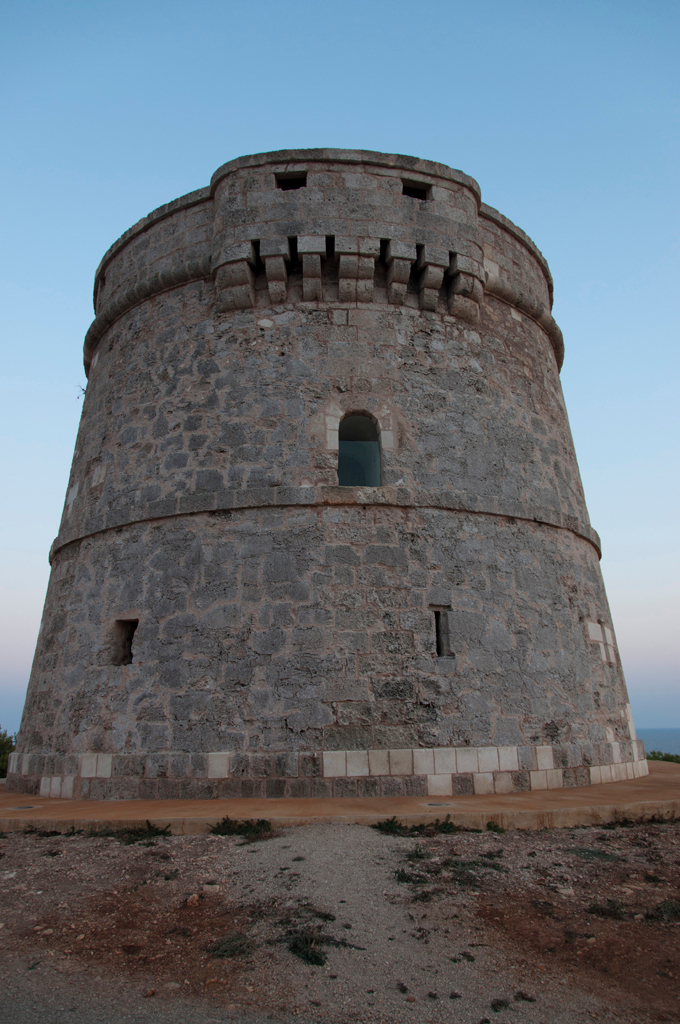
Blick von Norden

Der Torre de Son Ganxo wurde gemeinsam mit dem baugleichen Torre d’Alcalfar von 1785 bis 1787 nach Plänen des Militäringenieurs Ramón Santander errichtet, um die flache Küste im Südosten Menorcas gegen Überfälle algerischer Piraten zu schützen. Angreifer von See konnten von den knapp zweieinhalb Kilometer voneinander entfernten Türmen ins Kreuzfeuer genommen werden. Mit Ausnahme des 1680 gebauten Torre de Sant Nicolau in Ciutadella gab es auf Menorca bis dahin nur Wachtürme, die nicht mit Kanonen bestückt waren. 
Der runde, sich nach oben konisch verjüngende Torre de Son Ganxo wurde am 17. Juni 1787 seiner Bestimmung übergeben. Er ist aus Marès, dem auf den Balearen vorkommenden Kalkstein, als Natursteinmauerwerk mit Mörtel gebaut und außen mit großen Steinblöcken verkleidet. Seeseitig sind die Mauern stärker ausgeführt, um dem Beschuss aus Schiffskanonen besser widerstehen zu können. Der Turm besteht aus drei Ebenen, deren Böden auch von außen durch vorspringende Mauersteine gut zu erkennen sind. Der Zugang erfolgte ursprünglich nur durch eine landseitige Tür in der mittleren Ebene, die über eine Leiter zu erreichen war. Das Erdgeschoss war in drei Räume aufgeteilt, in denen Munition, Schießpulver und Proviant gelagert wurden. Der Raum für die Lagerung des Pulvers wurde durch Kanäle belüftet, die mit der Außenseite in Verbindung stehen. Sie verlaufen zickzackförmig durch die Wand, damit kein Gegner durch das Einbringen brennender Gegenstände eine Explosion auslösen konnte. Die anderen beiden Räume sind mit Schießscharten versehen. Im Fundament gab es eine Zisterne, die mit Regenwasser gefüllt war, das von der oberen Plattform des Turms durch Kanäle hierher geleitet wurde.
In der mittleren Ebene befindet sich ein runder Raum, in dem die Besatzung untergebracht war. Es gab einen Kamin zum Kochen und Heizen. Die gewölbte, halbkugelförmige Decke trägt eine dicke Tonschicht, um Erschütterungen durch feindlichen Beschuss besser absorbieren zu können. Über eine in der Wand gelegene Wendeltreppe wird eine Kammer in der Brüstung erreicht, von der aus die Dachplattform betreten wird. Eine zweite Kammer in einem Wehrerker enthält sechs Maschikulis zur Verteidigung des Eingangs. Diese Kammer enthält auch eine Falltür am Ende eines Schachts, über den die Kanonenkugeln aus der darunter liegenden Etage hochgezogen werden konnten. Dieser Schacht bekam die Funktion eines Mordlochs, wenn es dem Gegner gelang in den Turm einzudringen.
Auf der Plattform standen drei Kanonen. Außerdem befand sich hier ein kleiner Ofen, mit dem die Kanonenkugeln rotglühend erhitzt werden konnten, um gegnerische Schiffe in Brand zu schießen.
Im November 1798 landeten britische Truppen auf der Insel und stießen trotz zahlenmäßiger Unterlegenheit kaum auf Gegenwehr. Um die Küsten vor einer französischen Invasion zu schützen, ordnete der britische Gouverneur Lieutenant General Sir Charles Stuart die Errichtung von Martello-Türmen rund um die Insel an. Bei deren Bau folgten die Briten weitgehend den Konstruktionsprinzipien des Torre de Son Ganxo. Bis Großbritannien die Insel 1802 nach dem Frieden von Amiens erneut an Spanien abtreten musste, entstanden so elf weitere Türme. Auch die Mehrzahl der Martello-Türme in Irland haben den Torre de Son Ganxo zum Vorbild.

## Heutige Nutzung
Der Turm wurde 2011 aufwendig für 177.000 € restauriert und wird seitdem als Jugendherberge genutzt. Sein Eingang befindet sich heute zu ebener Erde.
Schon seit 1985 steht der Torre de Son Ganxo unter Denkmalschutz. Er ist beim spanischen Kulturministerium unter der Nummer R-I-51-0008584 registriert.